# Tribunal fédéral des brevets (Suisse)
Pour les articles homonymes, voir Tribunal fédéral des brevets.
Le Tribunal fédéral des brevets (TFB) est un tribunal de Suisse chargé de trancher en matière de litiges touchant aux brevets. Il siège à Saint-Gall.
Depuis le 1er janvier 2012, il remplace les 26 tribunaux cantonaux qui s'occupaient auparavant de ce genre de cas. C'est un tribunal de première instance en matière de brevets ; « il statue comme autorité précédant le Tribunal fédéral ».